# Liste der Bodendenkmale in Geeste
In der Liste der Bodendenkmale in Geeste sind die Bodendenkmale der niedersächsischen Gemeinde Geeste aufgeführt. Die Quelle ist der Denkmalatlas Niedersachsen.
- Bitte beachten Sie, dass diese Liste keinen Anspruch auf Vollständigkeit erhebt.
- Die Angaben ersetzen nicht die rechtsverbindliche Auskunft der zuständigen Denkmalschutzbehörde.
- Es sind nur Daten aus dem Denkmalatlas verarbeitet.
- Der Stand der Liste ist der 28. März 2025.

Geeste im Landkreis Emsland

## Allgemein
In den Spalten finden sich folgende Informationen des Bodendenkmales:
| Lage         | geographische Koordinaten                                                           |
| Bezeichnung  | Bezeichnung lt. Denkmalatlas                                                        |
| Beschreibung | Beschreibung lt. Denkmalatlas                                                       |
| ID           | Objekt-ID                                                                           |
| Bild         | Bild, ggf. zusätzlich mit Link zu weiteren Fotos im Medienarchiv Wikimedia Commons. |

## Dalum
| Lage                        | Bezeichnung       | Beschreibung | ID       | Bild |
| --------------------------- | ----------------- | --- | -------- | ---- |
| 52° 34′ 39″ N, 7° 13′ 46″ O | Dalum 1, Landwehr | Ursprünglich nordöstlich der heutigen „Lingener Straße“ beginnend, an dem Anwesen „Kottheide“ vorbei nach SO verlaufend; im Bereich „Dalumer Sand“ den Wietmarscher Damm schneidend und nach W umbiegend. Die Landwehr bestand ursprünglich aus vier Teilstücken, von denen nur noch das zweite obertägig erhalten ist: Flache Erhöhung von ca. 6 m Breite und ca. 1 m Höhe, im Norden parallel dazu verläuft ein alter Weg, im Süden sind Reste eines flachen Grabens sichtbar. - Teilstück ID: 37811306 | 28985181 | BW   |